# Dymasius miser
Dymasius miser là một loài bọ cánh cứng trong họ Cerambycidae.